# イメリオ・マッシニャン
イメリオ・マッシニャン（Imerio Massignan、1937年1月2日 - 2024年5月3日）は、イタリア、アルタヴィッラ・ヴィチェンティーナ出身の元自転車競技（ロードレース）選手。
ジロ・デ・イタリア10回、ツール・ド・フランス3回それぞれ出場し、全て完走を果たした。またツール・ド・フランスでは2回山岳賞を獲得。

## 来歴
1959年
- ジロ・デ・イタリア 総合5位

1960年
- ツール・ド・フランス 山岳賞、総合10位
- ジロ・デ・イタリア 総合4位

1961年
- ツール・ド・フランス 山岳賞、区間1勝(第16)、総合4位
- ツール・ド・ロマンディ 総合3位
- ジロ・デ・イタリア 総合11位

1962年
- ジロ・デ・イタリア 総合2位
- ツール・ド・フランス 総合7位

1963年
- ジロ・デ・イタリア 総合7位

1965年
- ジロ・デ・イタリア 総合9位
- カタルーニャ一周 区間1勝(第3)

1966年
- ジロ・デ・イタリア 総合19位

1967年
- ジロ・デ・イタリア 総合24位

1968年
- ジロ・デ・イタリア 総合29位

1969年
- ジロ・デ・イタリア 総合34位

2024年
- 脳卒中との闘病の末にノーヴィ・リーグレの病院で死去。87歳没[1]。